# カオカザリヒメフクロウ
カオカザリヒメフクロウ（学名：Xenoglaux loweryi）はフクロウ科カオカザリヒメフクロウ属の鳥類の1種。本種のみでカオカザリヒメフクロウ属を構成する（単型）。

## 分布
北ペルーに生息。

## 形態
全長約13-14cm、翼長約100-105mm。サボテンフクロウと並ぶ世界最小のフクロウだが、体重はサボテンフクロウのほうが軽い。

## 生態
分布地域が限られているため研究が進んでおらず、詳しい生態は分かっていない。
食性は昆虫食だと考えられる。
生息環境から、長距離飛行を苦手とし、そのかわりに翼を使って跳躍しながら移動する可能性がある。
繁殖形態は卵生。

## 人間との関係
推定個体数は約1500頭で、ペルーでは保護種に認定されている。生息環境の減少などで個体数が減少することが懸念される。